# Norbert Vojta

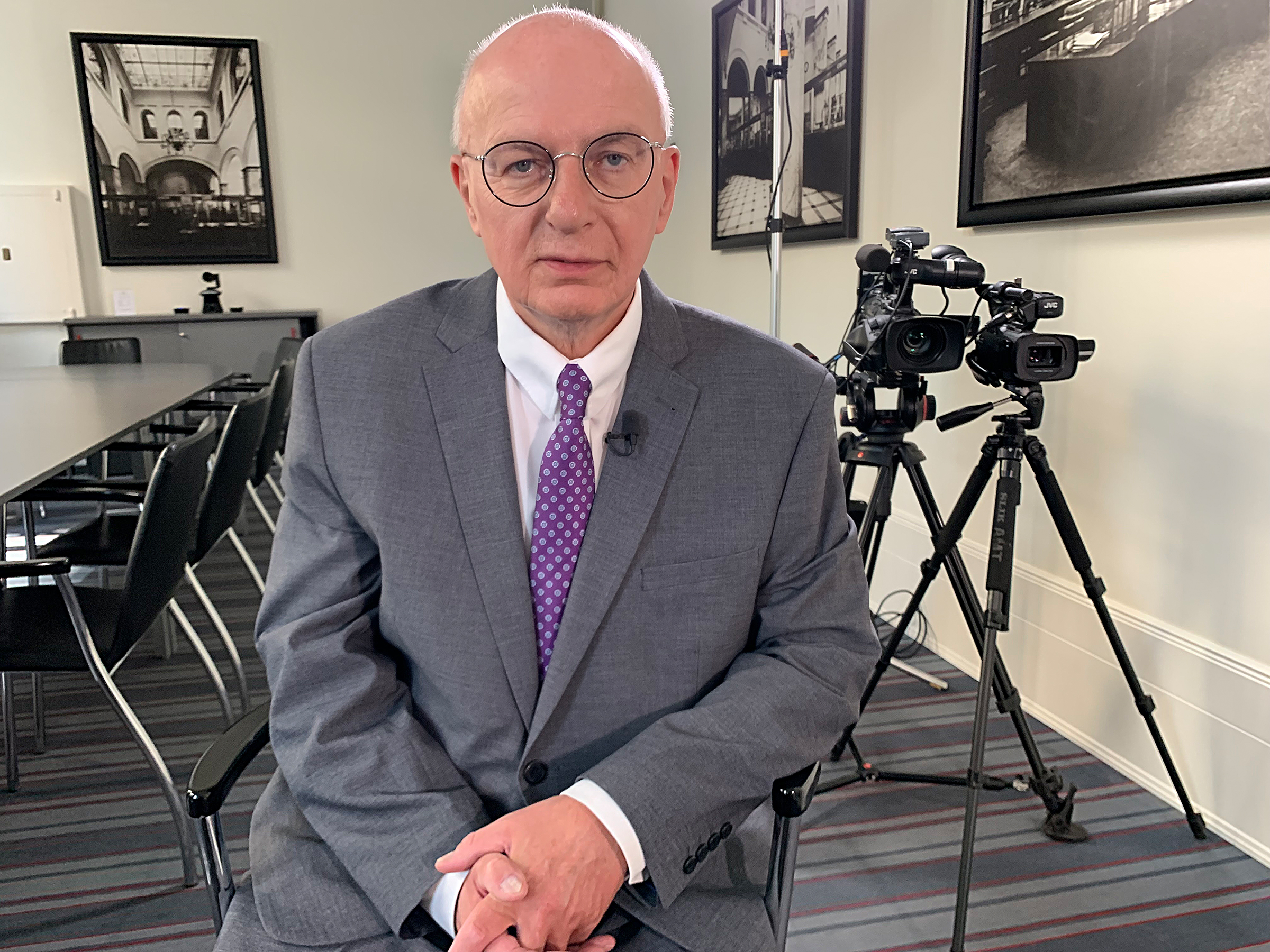
Norbert Vojta bei einer Videoaufzeichnung

  Norbert „Max-Josef“ Vojta (* 9. November 1953 in Hamburg)  ist ein deutscher Journalist, Fernsehproduzent, Geschäftsführer und Honorarprofessor.

## Leben
Vojtas Vater war Chefmaskenbildner an der Hamburgischen Staatsoper, die Mutter Schauspielerin. Vojta machte 1971 als 18-Jähriger sein erstes Tonbandinterview im Herrensolo der Hamburgischen Staatsoper mit dem französischen Pantomimen Marcel Marceau, der dort Candide (französisch Candide ou l’optimisme) nach Voltaire inszenierte. 1977 folgte eine zweijährige Ausbildung zum Musikverlagskaufmann. 1979 folgte eine Ausbildung zum Aufnahmeleiter Fernsehen beim Norddeutschen Rundfunk in Hamburg. Als gehobener Aufnahmeleiter Fernsehen war er mitverantwortlich für ARD-Tatorte, TV-Unterhaltungsshows und die Zollfahnder-Fernsehserie Schwarz Rot Gold unter der Regie von Dieter Wedel sowie für diverse Livesendungen der Aktuellen Schaubude. 1982 wechselte er als Redakteur in die Hauptabteilung Politik Hörfunk des Norddeutschen Rundfunks. Dort war er als Journalist und Hörfunk-Moderator aktiv, unter anderem im NDR-Verkehrsstudio. Während dieser Zeit war er darüber hinaus Betriebsrat des Norddeutschen Rundfunks. 1984 folgte ein Wechsel zum NDR-Fernsehen. In dessen Regionalmagazin Hamburger Journal moderierte er als TV-Reporter, drehte TV-Reportagen und war unter anderem Mitte der 1980er Jahre der NDR-„Wetterfrosch“.
1988 folgte er einem Ruf als „Redakteur m. b. s. A.“ (mit besonders schwierigen Aufgaben) und Hauptabteilungsleiter nach Berlin zur dortigen Rundfunkanstalt RIAS. Er moderierte den Vorläufer des ARD/ZDF-Frühstücksfernsehens bei RIAS-TV mit den Moderatorinnen Claudia Schreiner-Seip und Nina Ruge. 1990 wechselte er als leitender Redakteur zu Sat.1, wo er das TV-Regionalmagazin Wir in Berlin moderierte und TV-Reportagen produzierte. Als Sat.1-Korrespondent führte er TV-Interviews mit Ministern und Abgeordneten des ersten frei gewählten Parlaments der DDR und mit dem Ministerpräsidenten Lothar de Maizière. In diesem Zusammenhang lernte er in der Ost-Berliner Geschäftsstelle der Partei Demokratischer Aufbruch (DA) Angela Merkel kennen, die als Pressesprecherin des Vorstandsvorsitzenden des DA, Wolfgang Schnur, wirkte. 1991 folgte ein Ruf zum Axel Springer Verlag nach Hamburg und Berlin. Vojta wurde Chefreporter in der Chefredaktion der Bild-Zeitung und persönlicher Beauftragter des Chefredakteurs Bild-Gesamt Hans-Hermann Tiedje. Hier schrieb er diverse Seite-1-Storys über Politiker und TV-Künstler. Ebenso war er für das „Bild-Frühstück“ verantwortlich. Danach war er Senior Consultant bei der Beratungsagentur WMP Eurocom in Berlin. 1993 folgte ein Wechsel als Mitglied der Redaktionsleitung zum RTL-Fernsehen nach München zur Gottschalk-Late-Night-Show. 1995 ging er zurück zum NDR-Fernsehen in die Hauptabteilung Show, Fernsehen und fiktionale Unterhaltung, wo er als verantwortlicher Redakteur agierte. Er leitete TV-Sendungen wie Wunderschöner Norden oder die Aktuelle Schaubude. Im Jahr 2001 wurde er TV-Chefredakteur und gründete Medienunternehmen in Hamburg.
Am 9. Juni 2008 stürzte er im Bahnhof Hamburg Dammtor in das Gleisbett und wurde von einem ICE überfahren. Es folgte eine Amputation des linken Oberschenkels und des rechten Fußes.
Am 31. Mai 2010 wurde er vom Präsidenten der Hochschule für Musik und Theater Hamburg, Elmar Lampson, gemäß § 17 des Hamburgischen Hochschulgesetzes zum Honorarprofessor ernannt. Er war seit dem 10. Juli 2010 für den Axel Springer Verlag als Autor und Kolumnist tätig. Alle zwei Wochen führte er bis 20. August 2011 für die Norddeutschlandausgaben der Bild-Zeitung und seit dem 18. September 2011 für die Norddeutschlandausgabe der Welt und Welt am Sonntag, seit 23. Juli 2017 auch für die Bundesausgabe der Welt am Sonntag Interviews mit Persönlichkeiten aus Wirtschaft, Politik, Unterhaltung, Kultur, Religion und Sport. Wie mit Olaf Scholz, Philipp Buhl-Freiherr von und zu Guttenberg, Gerhard Strate, Bettina Schoenbach, Udo Jürgens, Ruth Geede, Klaus Florian Vogt und Franz Grundheber, Walter Jungbauer, Stefan Heße, Horst Eberlein, Roland Heintze, Dana Schweiger. Er hat die Autorentätigkeit für die Welt und die Welt am Sonntag nach 204 Interviews am 16. Juli 2019 beendet.